# الأطلس المتوسط
الأطلس المتوسط (بالأمازيغية: ⴰⵟⵍⴰⵚ ⴰⵏⴰⵎⵎⴰⵙ) هو سلسلة جبلية في المغرب. تمتد سلسلة الأطلس المتوسط وسط القسم الشمالي من المملكة المغربية وهي ترتبط في حدودها الجنوبية مع الأطلس الكبير وتنفصل شمالًا عن سلسلة جبال الريف بممر تازة وهضبة سايس حيث يطل على مدينة فاس شمالا هذان الممران يعدان منطقتي عبور بين غرب المغرب وشرقها. وتعتبر جبال الأطلس المغربية من أكبر السلاسل الجبلية في العالم.
وهو جزء من سلسلة جبال الأطلس، وهي منطقة جبلية تزيد مساحتها عن 100.000 كيلومتر مربع، و15٪ من كتلتها الأرضية، ترتفع عن 2000 متر. الأطلس المتوسط هو أقصى سلاسل جبال الأطلس الرئيسية الثلاثة شمالا وثانيها ارتفاعا في المغرب. إلى الجنوب، تفصل بينهما نهرا ملوية وأم الربيع. يشكل الأطلس المتوسط الطرف الغربي لحوض هضبي كبير يمتد شرقا إلى الجزائر، ويحدّه أيضا الأطلس التلي إلى الشمال والأطلس الصحراوي إلى الجنوب، وكلاهما يقع إلى حد كبير في الجزائر. شمال الأطلس المتوسط، ويفصلهما نهر سبو، تقع جبال الريف التي تعد امتدادا للمنظومة البيئية، والتي تشمل سييرا نيفادا في جنوب إسبانيا. لا يعد حوض سبو فقط الطريق الرئيسي للنقل بين المغرب الأطلسي والمغرب المتوسط، بل إنه منطقة تسقيها سلسلة جبال الأطلس المتوسط، وتشكل المنطقة الزراعية الرئيسية في البلاد.
القرد البري موطنها الأصلي الأطلس المتوسط، وتوجد المجموعات الرئيسية فقط في نطاق محدود في أجزاء من المغرب والجزائر. يستمر الثلج في الأطلس المتوسط في فصل الشتاء ويمكن أن يظهر بدءًا من ارتفاع 600 متر فوق مستوى سطح البحر.

## الجغرافيا

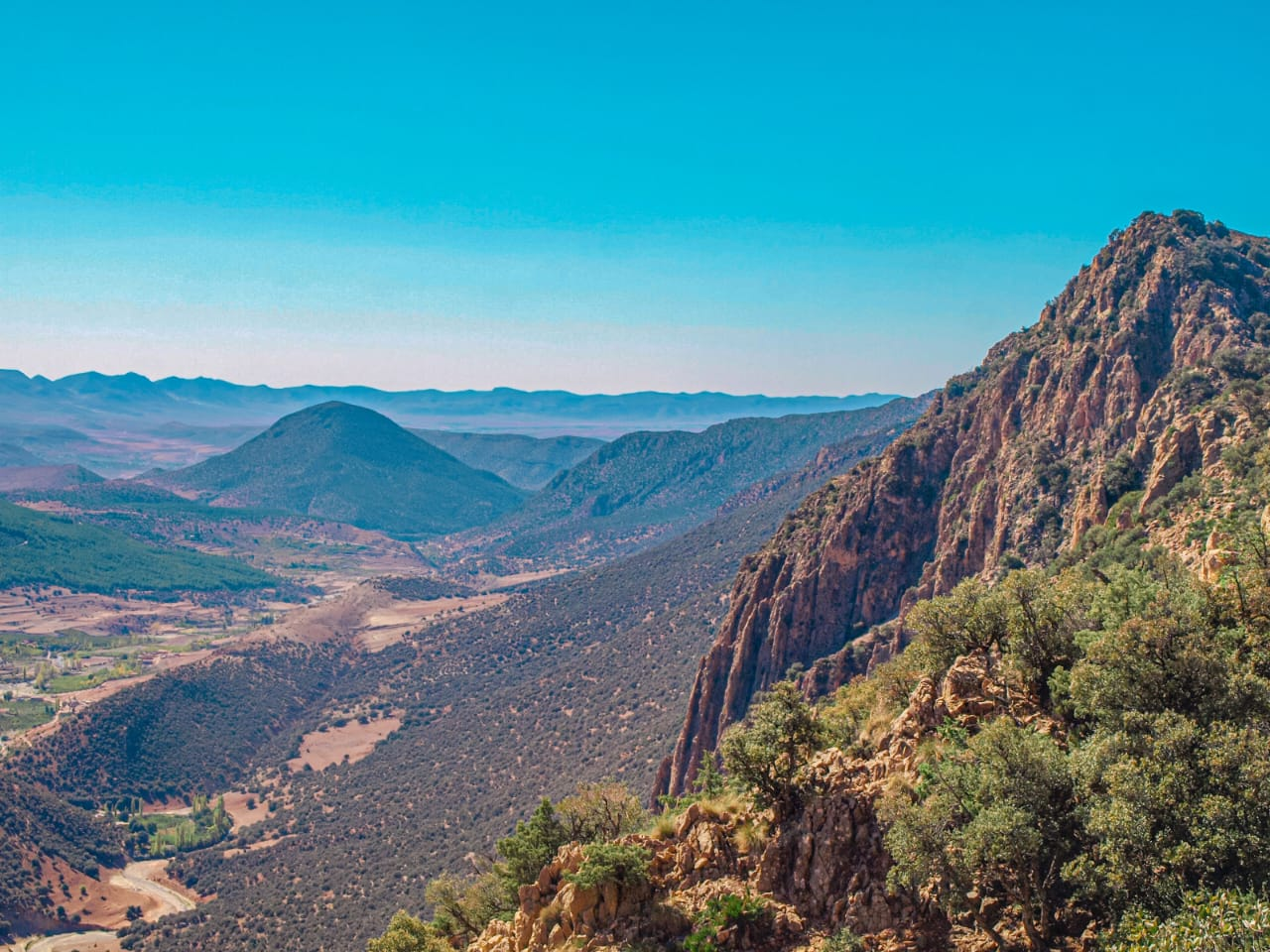
جبل أولمسكر من الأطلس المتوسط الشرقي

تنبع منه معظم أنهر المغرب (سبو وأم الربيع وملوية ووادي الميس كيكو أبي رقراق) ويعتبر أهم خزان مائي في شمال أفريقيا. وينقسم الأطلس المتوسط لجزأين: الجزء الشرقي مرتفع يزيد علوه عن 3000 م وجزء غربي هضبي يتراوح ارتفاعه بين 1000 و2000 م. يعتبر سكانه من الأمازيغ ويعيشون على الرعي باستثناء بعض المناطق التي تعرف نشاطا فلاحيا عصريا منذ فترة الاستعمار حيث تنتشر به العديد من ضيعات الفواكه خاصة التفاح والإجاص والكرز والمشمش والخوخ. وغطاؤه النباتي يتكون عادة من البلوط الأخضر (السنديان) والعرعار في المناطق المتوسطة الارتفاع والأرز في المناطق المرتفعة حيث توجد به أكبر غابة أرز في العالم ويدعى النوع المتواجد به بالأرز الأطلسي الذي يعتبر من أجود أنواع الأرز. وقد تعرضت ثرواته الغابوية للاستنزاف خاصة في السنوات الماضية مما يهدد توازنه البيئي حيث يبلغ معدل الإنتاج 250 ألف طن في حين الغابة لا تستطيع توفير سوى 130 ألف طن. أعلى قممه هي قمة بوناصر البالغة 3340 م وأهم مدنه هي :اوطاط الحاج، ميدلت، بني ملال، خنيفرة، إفران، أزرو، إيموزار كندر، ألميس مرموشة، كيكو، صفرو، بولمان، ميسور , مريرت.
تركيبه الجيومورفولوجي هو:
- أساسا من الحجر الجيري.

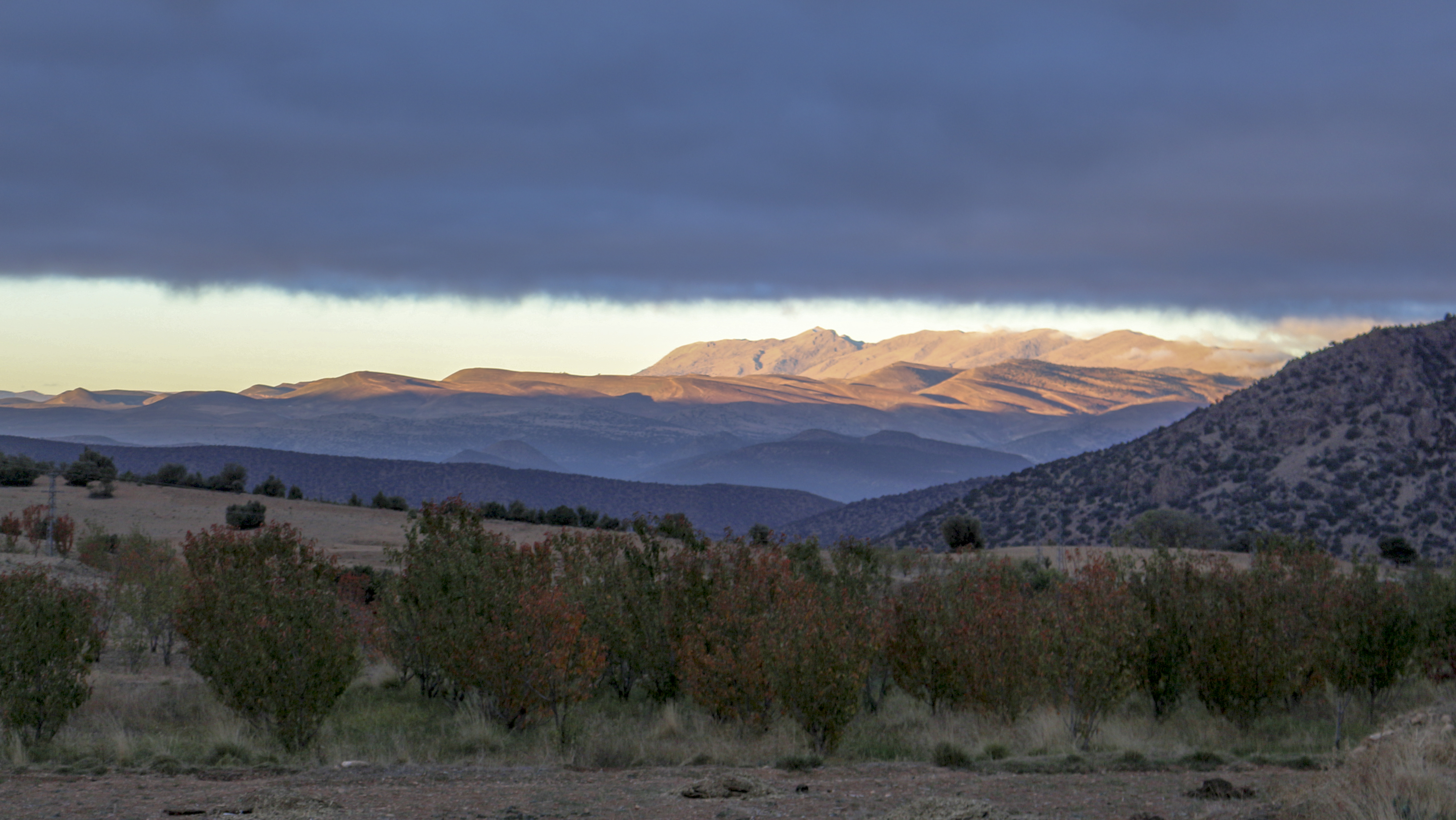
كثلة تيشوكت الجبلية بالأطلس المتوسط الشرقي

- صخور طبقية في الغرب، ترتفع إلى مستويات تتراوح بين 800 و 1000 متر.
- صخور مطوية باتجاه الشمال الشرقي وترتفع إلى مستويات تتجاوز 3000 متر.
- مختلط مع هضاب بركانية.

ينتهي الأطلس المتوسط في الشرق عند متنزه تازكة الوطني،  حيث يتخلل المشهد الوعرة الوديان والأخاديد الضيقة والكهوف. في جنوب صفرو، تتناوب غابات الأرز والبلوط والسنديان مع الهضاب البركانية المخططة والبحيرات الصغيرة المليئة بالأسماك. جوهرة الأطلس المتوسط هي منتزه إفران الوطني، الواقع بين خنيفرة وإفران. أعلى نقطة في الأطلس المتوسط هي جبل بوناصر (3340 م). يقع على بعد 15 كم شمال غرب أعلى كتلة جبلية ثانية وهي موسى أو سابل (3172 م) وجبل بويبلان (3081 م)، الذي يقع بالقرب من إموزر مرموشة.

## المناخ

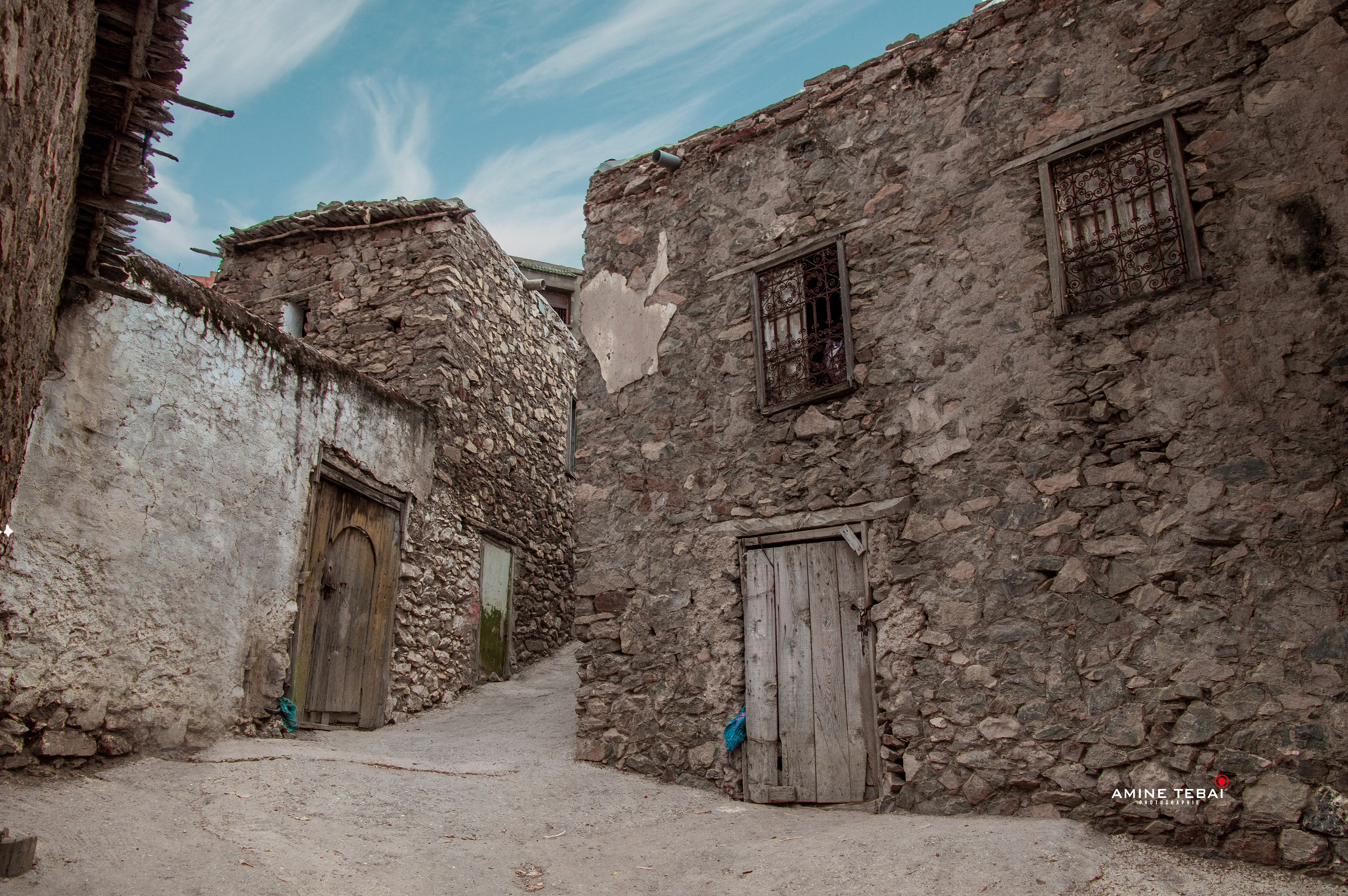
شارع بقرية سيدي امحمد بن مبارك.

بسبب ارتفاعه، يشهد الأطلس المتوسط الثلوج خلال أشهر الشتاء ومناخًا باردًا خلال الصيف. تتمتع مدينة إفران بكمية كافية من الثلج خلال أشهر الشتاء بحيث توفر أماكن إقامة نادرة جدًا في إفريقيا، فهي منتجع تزلج. جنوب شرق الأطلس المتوسط، يكون الجفاف الصيفي طويلاً وشديداً. مدينة ميدلت، على الرغم من الارتفاع، تظهر هطولاً أمطارياً سنوياً إجمالياً يبلغ حوالي 200 مم، والعجز المائي السنوي يبلغ 1072 مم. يتكون الغطاء النباتي بشكل عام من ستبس عشب الإسبارتو [الإنجليزية].

موقع الأطلس المتوسط

القطاعات التي تزيد عن 1100 متر هي مناطق أرضية شبه رطبة. في إفران، فإن توازن احتياجات النباتات من المياه، والذي يكون إيجابياً بشكل كبير في فصل الشتاء (481 مم)، يجعل الأطلس المتوسط "برج المياه" الرئيسي للمغرب. هذه منطقة البلوط الأخضر، حتى ارتفاع 2000 متر، حيث يتولى الأرز، الموجود بالفعل فوق 1500 متر، المسؤولية. المناخ الأكثر جفافاً، وخاصة في الجنوب الشرقي، يتسبب في ارتفاع الحد الأدنى للأرز. تتكيف أنواع الغابات مع العجز الصيفي (-621 مم) من خلال انخفاض النتح لأوراق البلوط الأخضر الصغيرة المزججة أو أوراق الأرز الشائكة. يؤثر تغير المناخ المستمر سلبًا على هذا التكيف الصعب بالفعل.

## السكان
يسكن الأطلس المتوسط قبائل أمازيغية (بربر) تتحدث اللغة الأمازيغية. تشتهر هذه المنطقة بوجود حصون منيعة لقبائل قوية (آيت يوسف، آيت سغغو، بني إيموزر مرموشة، آيت سغروشن، قبائل إيموزر مرموخا، كونفدراليات زمور وزِيَان، قبائل آيت شاق، إيشقرن، آيت صري) تفصلها التضاريس الجبلية وتعتمد في حياتها بشكل أساسي على الرعي، حيث تمارس رحلات رعي الماشية لمسافات متوسطة بين الجبال (مراعي الصيف) ومراعي الشتاء.  تُعد هذه المنطقة وجهة سياحية مميزة بطبيعتها الخلابة.

## الأحواض الرئيسية

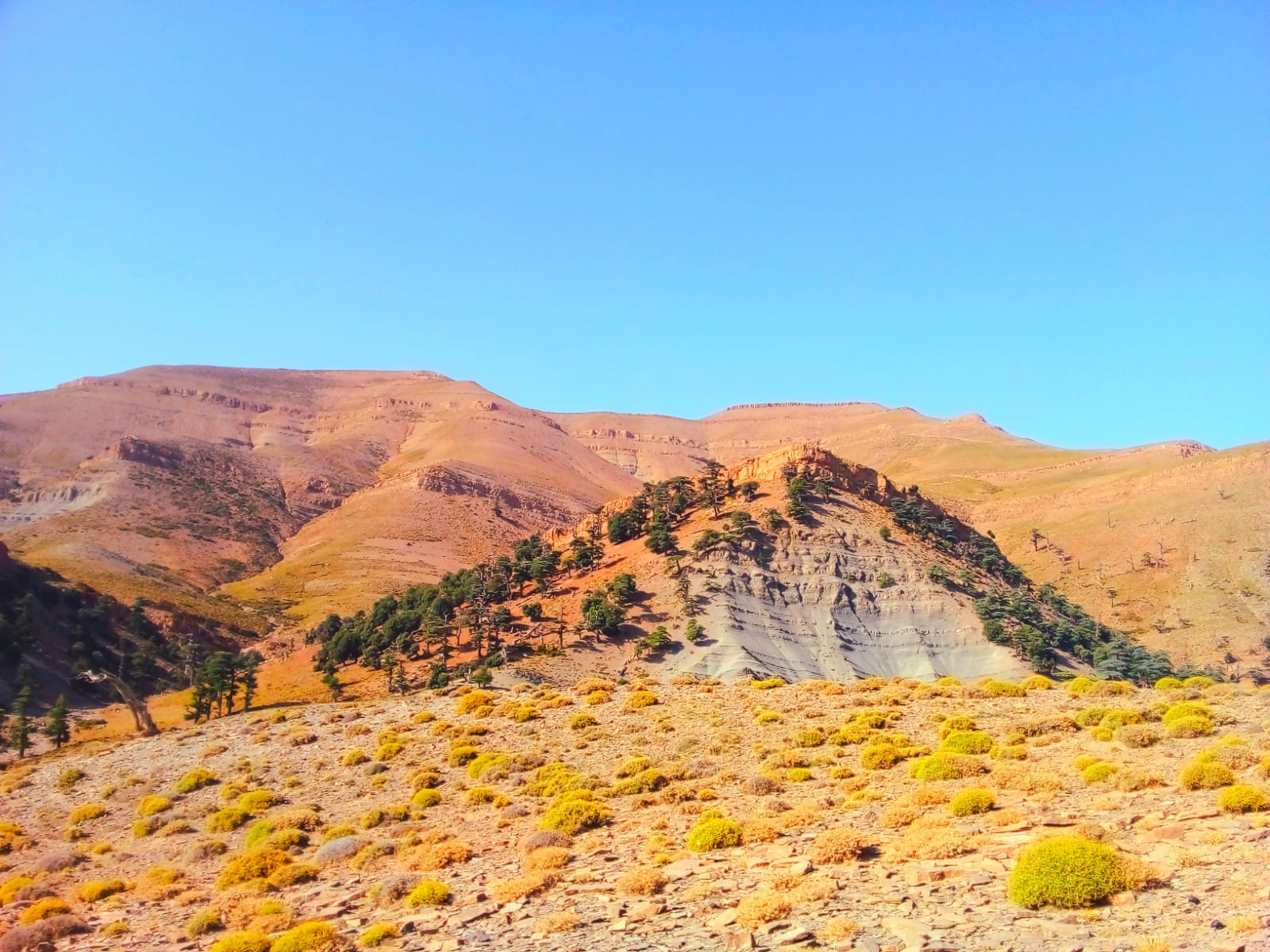
غابة أرز من الأطلس المتوسط الشرقي

يضم الأطلس المتوسط أربعة أحواض رئيسية:
- حوض سبو: الذي تبلغ مساحته حوالي 40.000 كيلومتر مربع، ويصب في المحيط الأطلسي.
- حوض أم الربيع: يمتد على مساحة من 35.000 كيلومتر مربع، ويصب في المحيط الأطلسي.
- حوض أبو رقراق: يغطي مساحة حوالي 10.000 كيلومتر مربع، ويصب في المحيط الأطلسي.
- حوض مولوية: يبدأ منبعه في منطقة العرائش ويستنزف كلا من الأطلس المتوسط والأطلس الكبير، حيث تبلغ مساحة حوضه 74.000 كيلومتر مربع، ويصب في البحر الأبيض المتوسط.

يساهم الأطلس المتوسط بتدفقات وفيرة نسبيا منتظمة لهذه الأنهار. طُورت السدود للسيطرة على الفيضانات، وتحسين السياحة، وخلق احتياطيات المياه لدعم تطوير البستنة المهمة للصناعة الزراعية في المنطقة.

## معرض الصور

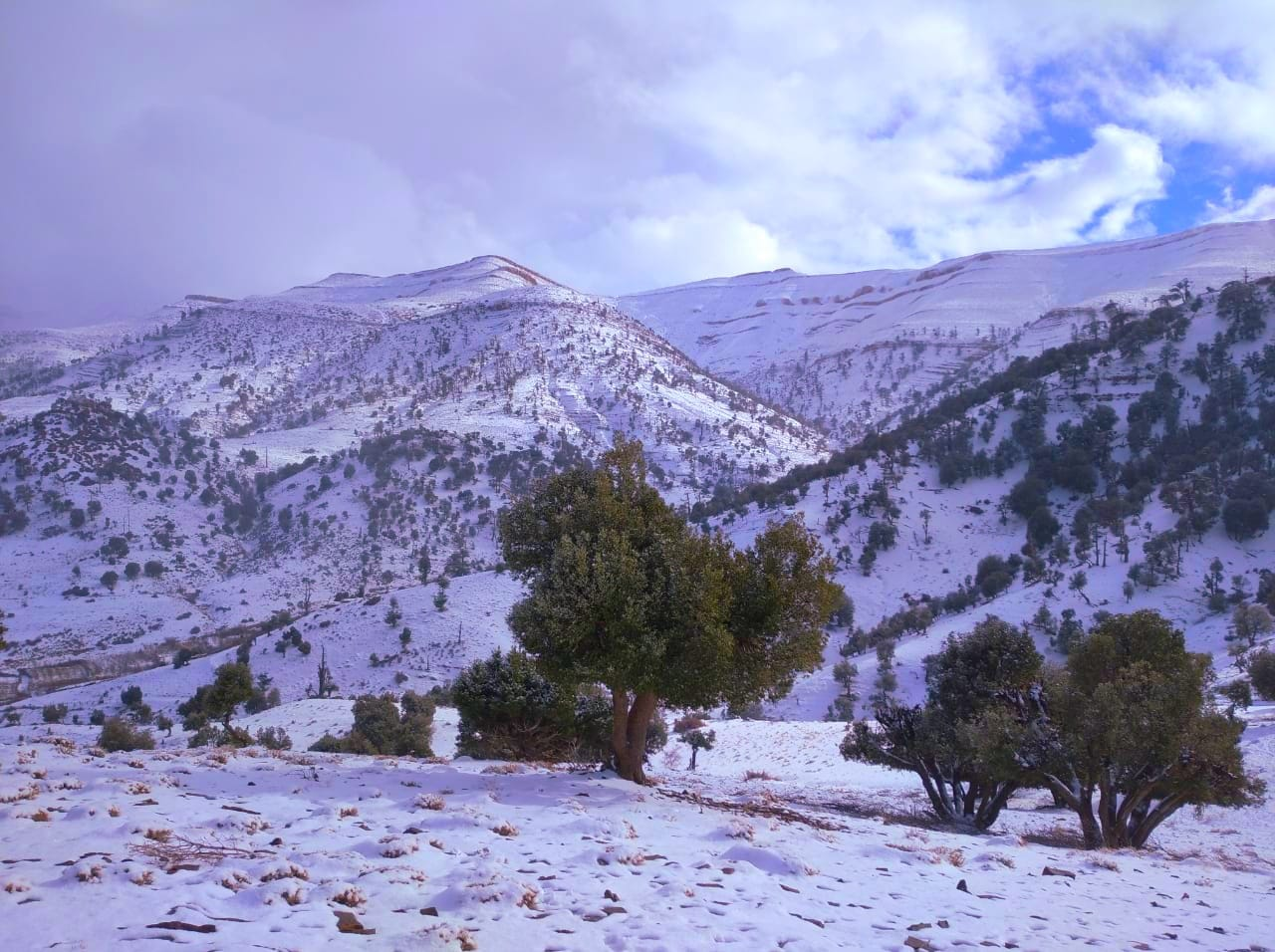
تساقطات ثلجية بإقليم بولمان، الأطلس المتوسط الشرقي
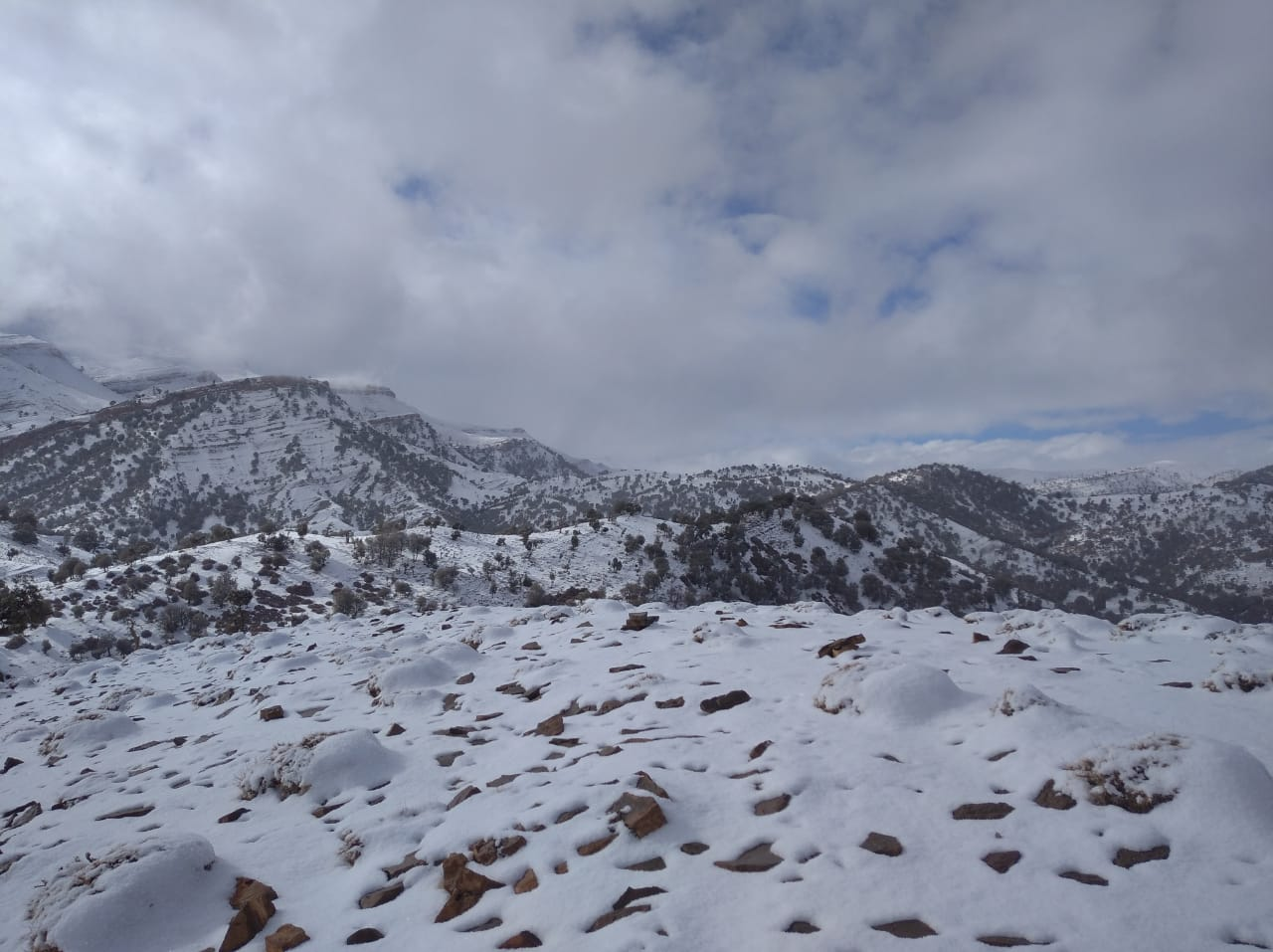
تساقطات ثلجية بإقليم بولمان، الأطلس المتوسط الشرقي
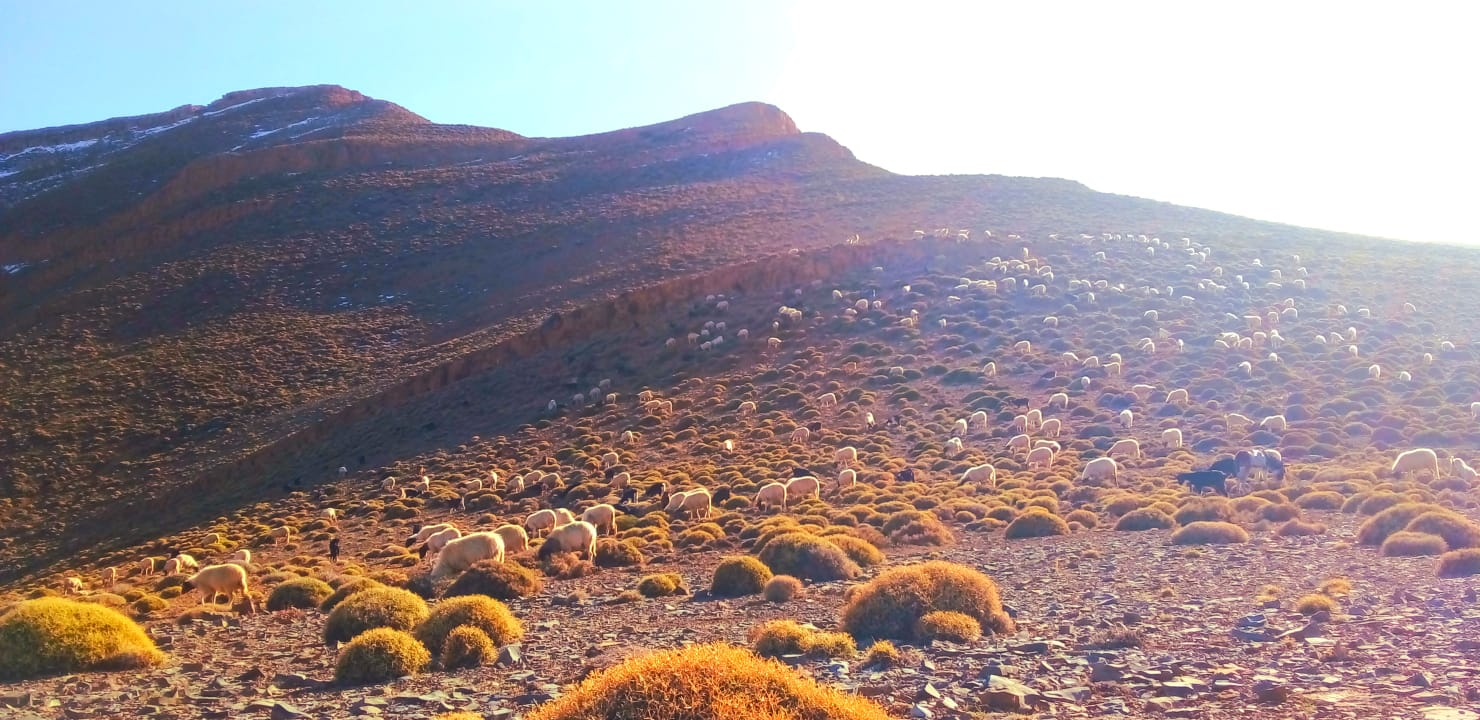
قطيع ماشية من مرتفعات إقليم بولمان بالأطلس المتوسط الشرقي
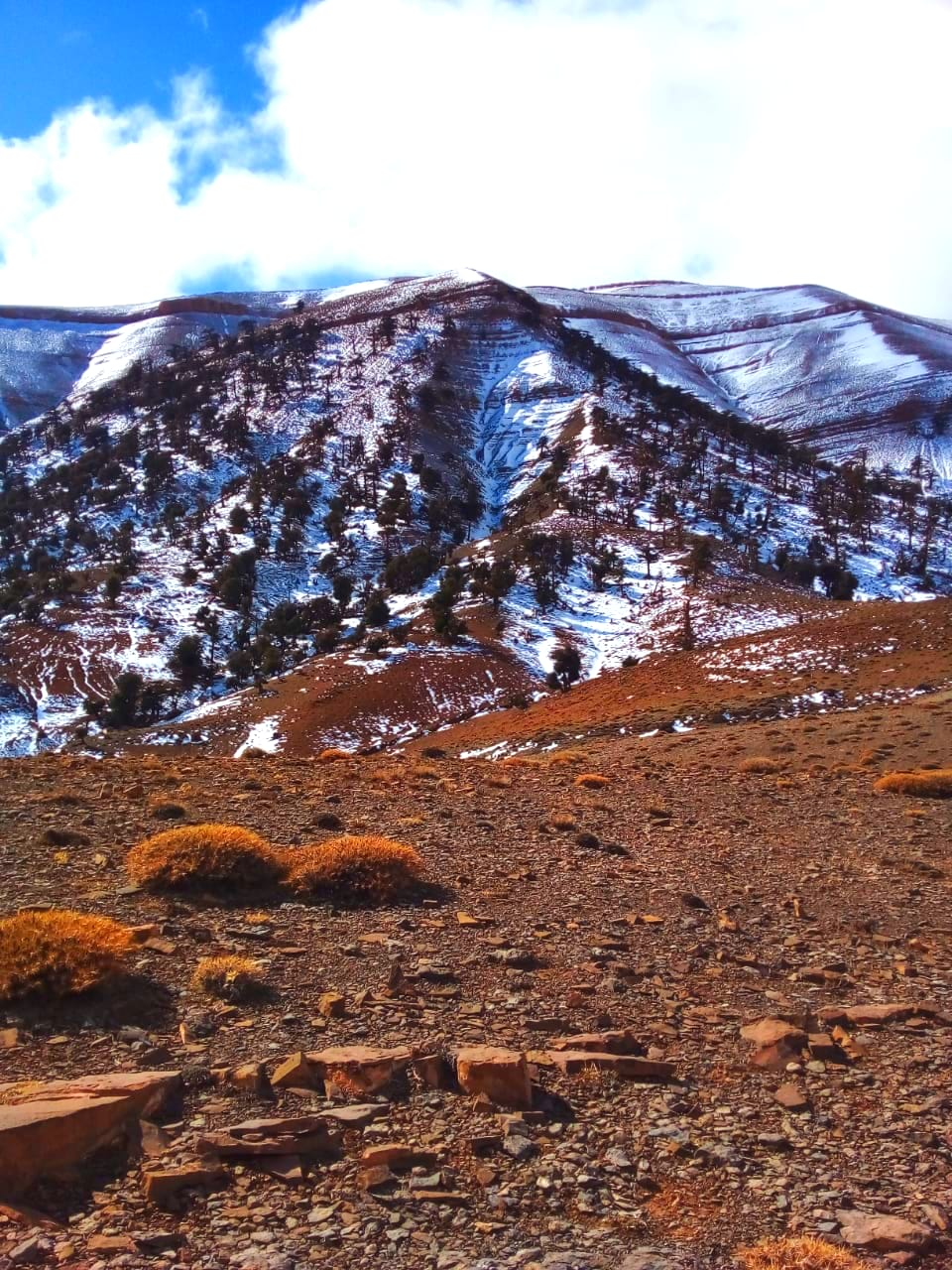
تساقطات ثلجية بإقليم بولمان، الأطلس المتوسط الشرقي